# Jesús Iglesias
Jesús Ricardo Iglesias, argentinski dirkač Formule 1, * 22. februar 1922, Pergamino, Buenos Aires, Argentina, † 11. julij 2005, Pergamino, Buenos Aires, Argentina.
Jesús Iglesias je pokojni argentinski dirkač Formule 1. V svoji karieri je nastopil le na domači in prvi dirki sezone 1955 za Veliko nagrado Argentine, kjer je z dirkalnikom Gordini odstopil v osemintridesetem krogu zaradi okvare menjalnika. Umrl je leta 2005.

## Popolni rezultati Formule 1
(legenda) (odebeljene dirke pomenijo najboljši štartni položaj, poševne pa najhitrejši krog, †-uvrščen kljub odstopu)
| Leto | Moštvo         | Šasija          | Motor              | 1       | 2   | 3   | 4   | 5   | 6  | 7   | Prv | Toč |
| ---- | -------------- | --------------- | ------------------ | ------- | --- | --- | --- | --- | -- | --- | --- | --- |
| 1955 | Equipe Gordini | Gordini Type 16 | Gordini Straight-6 | ARG Ret | MON | 500 | BEL | NIZ | VB | ITA | -   | 0   |